# Sandra Newman
Sandra Newman, född 6 november 1965 i  Boston , Massachusetts, USA, är en amerikansk författare.
Newman flyttade till Storbritannien som 18-åring och studerade kreativt skrivande vid University of East Anglia. 